# Wynne
Wynne város az Amerikai Egyesült Államok Arkansas államában, Cross megyében, melynek megyeszékhelye is. Lakosainak száma 8314 fő (2020. április 1.).

## Népesség
A település népességének változása:

| 2010 | 8 367 |
| 2020 | 8 314 |